# دلیری ایرنا سندلر
دلیری ایرنا سندلر (انگلیسی: The Courageous Heart of Irena Sendler) یک فیلم تلویزیونی در سبک بیوگرافی و محصول سال ۲۰۰۹ میلادی است که زندگی ایرنا سندلر را به تصویر می‌کشد. این فیلم را سه کشور آمریکا، کانادا و لهستان تولید کرده‌اند.

## بازیگران
- آنا پاکوین
- مارسیا گی هاردن
- گوران ویسنجیک
- ناتانیل پارکر
- میشل داکری
- ایو گلدبرگ
- پل فریمن
- دنی وب
- دانوتا استنکا
- الگا بووانچ
- کشیشتف پیه‌چینسکی